# Радиобиологические эффекты для биоты после Чернобыльской аварии

## Радиобиологические эффекты для биоты после Чернобыльской аварии
Радиобиологические эффекты развиваются в организме в результате воздействия на него излучения. Все имеющиеся на Земле виды биоты существовали и развивались в обстановке, где они подвергались воздействию ионизирующей радиации от естественного фона. В последнее время, однако, живые организмы подвергаются воздействию и искусственных источников радиации, к примеру таких как радионуклиды чернобыльского происхождения.
В результате аварии на 4-м блоке Чернобыльской АЭС (ЧАЭС) 26 апреля 1986 года наибольшему радиоактивному загрязнению подверглась ближняя Чернобыльская зона отчуждения (ЧЗО). Кронами хвойных деревьев в лесах было задержано более половины первоначальных радиоактивных выпадений.  На удалении до 7 км от ЧАЭС облучение хвойных деревьев в первый месяц после аварии в летальных дозах выше 80-100 Гр привело к гибели сосны обыкновенной (Pinus sylvestris L.) и пожелтении хвои через 2-3 недели. В течение лета 1986 года территория около 4 км2, получившая название «Рыжий лес», где пожелтела хвоя и погибла сосна, простиралась на 5 км на запад и 7 км на северо-северо-запад от ЧАЭС. В настоящее время мощность дозы на этой территории превышает 20 мкЗв×час−1 и там нет хвойных деревьев возрастом более 30 лет. Сосновые деревья в ЧЗО, получившие меньшие дозы облучения, не погибли и начали восстанавливаться весной 1987 года. Влияние ионизирующего излучения на уменьшение годового прироста сосны обыкновенной на наиболее радиоактивно загрязнённых территориях в ЧЗО наблюдалось в течение первых 5 лет после аварии.
Несмотря на то, что спустя 10-30 лет после аварии интенсивность гамма-излучения уменьшилась в 300-1000 раз по сравнению с 1986 годом, и в настоящее время наблюдается увеличение числа морфозов сосны обыкновенной в ЧЗО. Аналогичные морфологические изменения были обнаружены и в Японии у красной сосны (Pinus densiflora) и японской пихты  (Abies firma) после аварии на АЭС Фукусима-1.
Некоторыми исследователями наблюдалось увеличение асимметрии у организмов в ЧЗО, таких как мыши  (Apodemus flavicollis), моллюски (Dreissena polymorpha Pall.) и водная растительность (Potamogeton natans L.), у черной саранчи и рябины (Sorbus aucuparia L.) с увеличением доз облучения.  Корреляция между расстоянием от ЧАЭС (и плотностью загрязнения территории 137Cs) и изменением асимметрии у трех растений Robinia pseudoacacia, Sorbus aucuparia and Matricaria perforate наблюдалась даже при плотности загрязнения   137Cs территории 40-172 kBq/m2, что соответствует увеличению мощности внешнего облучения менее чем на 0.2 мкГр·час−1  и сопоставимой с естественным природным фоном. Впоследствии эти результаты были опровергнуты для сосны обыкновенной и березы при мощностях доз облучения от 0.1 мкГр·час−1  до 280 мкГр·час−1 . Также не наблюдалось увеличения асимметрии у кузнечиков (Chorthippus albomarginatus) до мощности дозы 50  мкГр·час−1   и дафний (Asellus aquaticus) до мощности дозы 18  мкГр·час−1   . Спустя 5-10 лет после аварии в ЧЗО даже у сосны обыкновенной не наблюдалось влияния радиоактивного загрязнения на ее рост.
Канал ВВС, цитируя T.Moussea, утверждал, что изменение цвета колец сосны указывает на год чернобыльской аварии, хотя это просто граница древесины между ядром и заболонью. Эта же фотография была размещена на обложке  монографии .
На основании многочисленных экспериментальных данных, полученных в ЧЗО после Чернобыльской аварии, НКДАР сделал заключение, что при мощности поглощенной дозы менее 100 мкГр/час для большинства наиболее хронически облучаемых наземных организмов и менее 400 мкГр/час для водных вряд ли будет наблюдаться какое-либо воздействие ионизирующего излучения на популяционном уровне (таблица). При остром облучении, исследования опыта чернобыльской аварии подтвердили, что значительные воздействия на популяции не человеческой биоты маловероятны при поглощенных дозах ниже 1 Грей.
Таблица - Некоторые проявления радиобиологических эффектов от воздействия хронического ионизирующего облучения организмов не человеческой биоты.
| Мощность дозы облучения, мГр/час | Организм | Эффект                                                   | Результат воздействия                                    |
| 0.1-1                            | Растения | Гибель хвои: уменьшение количества травянистых растений. | Смертность, заболеваемость                               |
| 0.1-1                            | Рыбы     | Снижение выработки спермы, задержка нереста              | Повреждение репродуктивности                             |
| Около 0.1                        | Мыши     | Не обнаружено последствий                                | Смертность, заболеваемость, повреждение репродуктивности |

В настоящее время мощность внешнего облучения в ЧЗО не превышает 200 мкГр/час. Поэтому многие исследователи в настоящее время не обнаруживают пагубного влияния ионизирующего облучения в ЧЗО на организмы, популяции, экосистемы и делают вывод об увеличении биоразнообразия в связи с уменьшением антропогенного влияния человека на окружающую среду в зоне.